# Brachyrhopala antennata
Brachyrhopala antennata är en tvåvingeart som beskrevs av Clements 2000. Brachyrhopala antennata ingår i släktet Brachyrhopala och familjen rovflugor. Inga underarter finns listade i Catalogue of Life.